# Judith Karin Sluiter
Judith Karin Sluiter (Nieuwer-Amstel, 3 november 1962 - Amstelveen, 14 mei 2018) was hoogleraar "Medische selectie en begeleiding van werknemers" aan de Faculteit der Geneeskunde van de Universiteit van Amsterdam.
Haar specialiteit lag op het gebied van medische belastbaarheid van werkgevers en werknemers. Het ging daarbij vooral om de invloed van werkomstandigheden op de gezondheid en veiligheid van de desbetreffende personen. Zij adviseerde bij specifieke functie-eisen een onderzoek vooraf om vast te stellen of de persoon in kwestie een medische belasting die uit de baan voortkomt aankan, alsmede geregeld keuringen om te onderzoeken of dat nog steeds het geval is. Daarbij zou dan ook gekeken moeten worden of al opgetreden gezondheidsklachten niet negatief beïnvloed worden/werden door een verdere medische belasting, zodat bijvoorbeeld een burn-out of niet herstelbare RSI voorkomen kunnen worden. Zij deed samen met collega Monique Frings-Dresen onderzoek naar gezondheidsrisico's binnen de medische beroepen als specialisten, coassistenten etc.
Ze heeft een tijd gewerkt als fysiotherapeut en aansluitend psychologie gestudeerd. Zelf zou ze geen opleiding tot arts hebben gevolgd. Voordat zij in 2013 tot hoogleraar werd benoemd bekleedde ze (mede) functies als onderzoeker/staflid van het Coronel Instituut voor Arbeid en Gezondheid bij het Academisch Medisch Centrum (vanaf respectievelijk 1996 en 2001), universitair hoofddocent (sinds 2005) en hoofdonderzoeker bij het AMC (sinds 2007). Deze functies combineerde ze met het managerschap bij "Kenniscentrum Medische Keuringen in Arbeid" (KMKA) en de functie secretaris van International Commission on Occupational Heath (ICOH), afdeling Nederland. Ze was enige tijd lid van de Gezondheidsraad. Ze initieerde voorts nieuwe keurings- en/of begeleidingsprotocollen in diverse sectoren van de samenleving. Van haar zijn een veelvoud aan nationale en internationale publicaties bekend over haar specialisme. De titel van haar proefschrift luidde How about work demands, recovery and health.
In 2016 was ze een van de leidende bestuursleden die de fusie tussen het Academisch Medisch Centrum (van de Universiteit van Amsterdam) en het VU Medisch Centrum (van de Vrije Universiteit Amsterdam) in goede banen moest leiden. Ze was lid van de Koninklijke Hollandsche Maatschappij der Wetenschappen.  
Ze was dochter van vertegenwoordiger Ruud Sluiter en directrice van een zorginstelling Hetty Szper en de zus van hoogleraar Ineke Sluiter. Judith was een fervent korfbalster.